# Agnes Kacuko Sasagawa
Agnes Kacuko Sasagawa (28. května 1931 – 15. srpna 2024) byla japonská vizionářka a mystička. 
Známá je především v souvislosti s fenoménem Zjevení Panny Marie v Akitě. Byla členkou komunity Služebnic svaté eucharistie v Juzawadai v Japonsku.

## Život

### Raný život a vstup do řádu
Narodila se dne 28. května 1931 předčasným porodem do buddhistické rodiny. Již od dětství trpěla zdravotními problémy. V 19 letech ochrnula při neúspěšné operaci. Během následujících 16 let podstoupila mnoho neúspěšných operací v různých nemocnicích. Na jedné se setkala s katolickou sestrou. Inspirovala se od ní a dala se pokřtít. Poté vstoupila do kláštera řádu Neposkvrněného Srdce Panny Marie v Nagasaki, kde přijala řeholní jméno Agnes. Roku 1969 přestoupila do řádu Služebnic svaté eucharistie. Začátkem roku 1973 zcela ztratila sluch.

### Zjevení
Od roku 1973 žila v klášteře v Akitě. Tam byla v období od 12. června 1973 do 15. září 1981 svědkem mnoha zjevení, při kterých jí Matka Boží mimo jiné přislíbila uzdravení. Zjevení se odehrálo skrze dřevěnou sochu Panny Marie, jež je v klášteře dodnes uctívána. Dále se jí na rukou objevila stigmata. Nakonec byla ze své hluchoty uzdravena. Do Akity se od té doby konají poutě.
Sestra Agnes zemřela 15. srpna 2024 na svátek Nanebevzetí Panny Marie. Bylo jí 93 let.